# Sameli Tala
Samuel Rafael (Sameli) Tala (Jalasjärvi, 16 augustus 1893 – aldaar, 6 januari 1961), was een Finse atleet.

## Biografie
Seppälä nam eenmaal deel aan de Olympische Zomerspelen en won met het 3.000 m team de gouden medaille.

## Persoonlijke records
| Onderdeel | Prestatie | Jaar |
| --------- | --------- | ---- |
| 3000 m    | 8.42,7    | 1923 |

## Palmares

### 3.000 m team
- 1920:  OS - 8 punten

1912: Tell Berna, George Bonhag, Abel Kiviat, Louis Scott, Norman Taber ·
1920: Horace Brown, Michael Devaney, Ivan Dresser, Arlie Schardt, Lawrence Shields ·
1924: Elias Katz, Frej Liewendahl, Paavo Nurmi, Ville Ritola, Eino Seppälä, Sameli Tala